# Eremopachys bergi
Eremopachys bergi är en insektsart som beskrevs av Brancsik 1901. Eremopachys bergi ingår i släktet Eremopachys och familjen Tristiridae. Inga underarter finns listade i Catalogue of Life.